# Chad Nehring
Chad Nehring (* 14. Juni 1987 in Springside, Saskatchewan) ist ein ehemaliger deutsch-kanadischer Eishockeyspieler, der im Verlauf seiner aktiven Karriere zwischen 2007 und 2024 unter anderem 235 Spiele für die Fischtown Pinguins Bremerhaven, Düsseldorfer EG, Augsburger Panther und Löwen Frankfurt in der Deutschen Eishockey Liga (DEL) auf der Position des Centers bestritten hat. Darüber hinaus absolvierte Nehring annähernd weitere 350 Partien in der American Hockey League (AHL) und ECHL.

## Karriere

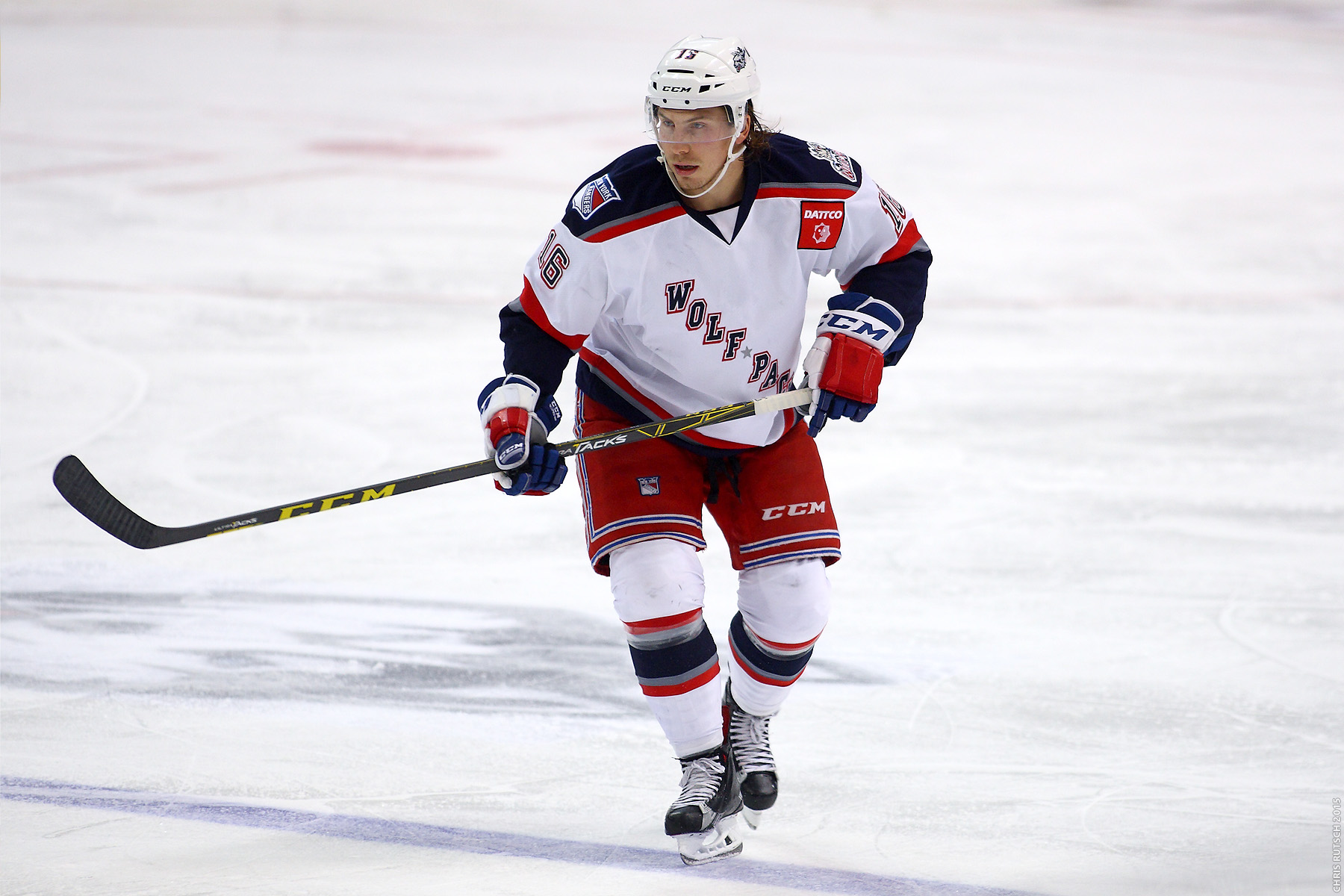
Nehring im Trikot des Hartford Wolf Pack (2015)

Nehring, dessen Großvater väterlicherseits in Deutschland geboren wurde, errang 2005 und 2006 mit den Yorkton Terriers den Meistertitel in der Juniorenliga Saskatchewan Junior Hockey League (SJHL). Im Sommer 2007 nahm er ein Studium an der Lake Superior State University im US-Bundesstaat Michigan auf und gehörte bis 2011 zur Eishockeymannschaft der Hochschule, die am Spielbetrieb der National Collegiate Athletic Association (NCAA) teilnahm. Im Frühjahr 2011 gab er bei den Idaho Steelheads in der nordamerikanischen ECHL seinen Einstand als Profispieler. In den folgenden Jahren spielte er für mehrere Mannschaften in der ECHL sowie in der American Hockey League (AHL) und der Central Hockey League (CHL).
Im Juli 2017 wechselte Nehring zu den Fischtown Pinguins Bremerhaven in die Deutsche Eishockey Liga (DEL). Nachdem er im Spieljahr 2018/19 16 Tore erzielt und zu 33 weiteren die Vorarbeit geleistet hatte, nahm er im April 2019 ein Angebot des DEL-Konkurrenten Düsseldorfer EG an. Im November 2020 erlitt er eine Kopfverletzung und verpasste den Rest der Saison. Im November 2020 entschied er sich, nicht zur DEG zurückzukehren. In dieser Zeit absolvierte er eine komplette Rehabilitation und wurde zur Saison 2021/22 vom Ligakonkurrenten Augsburger Panthern verpflichtet.
Nach einer Spielzeit verließ er den Klub und wechselte zu den Brûleurs de Loups de Grenoble in die französische Ligue Magnus, wo er sich schnell zurecht fand und in seinen ersten sechs Ligaeinsätzen neunmal punktete. Dennoch verließ er die Franzosen bereits nach nur drei Monaten im November 2022, um in die DEL zurückzukehren, wo sich der Aufsteiger Löwen Frankfurt seine Dienste sicherte. Nehring blieb bis zum Ende der Saison 2023/24 für die Hessen aktiv. Im August 2024 gab der 37-Jährige das Ende seiner aktiven Karriere bekannt.

## Erfolge und Auszeichnungen
- 2005 Credential-Cup-Gewinn mit den Yorkton Terriers
- 2006 Credential-Cup-Gewinn mit den Yorkton Terriers

## Karrierestatistik
(Legende zur Spielerstatistik: Sp oder GP = absolvierte Spiele; T oder G = erzielte Tore; V oder A = erzielte Assists; Pkt oder Pts = erzielte Scorerpunkte; SM oder PIM = erhaltene Strafminuten; +/− = Plus/Minus-Bilanz; PP = erzielte Überzahltore; SH = erzielte Unterzahltore; GW = erzielte Siegtore; 1 Play-downs/Relegation; Kursiv: Statistik nicht vollständig)